# Bahnhof Ise-Okitsu
Der Bahnhof Ise-Okitsu (jap. 伊勢奥津駅 Ise-Okitsu-eki) ist ein Bahnhof auf der japanischen Insel Honshū. Er wird von der Bahngesellschaft JR Central betrieben und befindet sich in der Präfektur Mie auf dem Gebiet der Stadt Tsu.

## Verbindungen
Ise-Okitsu ist die westliche Endstation der Meishō-Linie der Bahngesellschaft JR Central. Nach Matsusaka verkehren täglich acht Züge, was einem angenäherten Zweistundentakt entspricht. Vor dem Bahnhof halten vier Buslinien der städtischen Betriebs Tsu-shi Community Bus.

## Anlage
Der Bahnhof steht im Zentrum des Ortsteils Misugichō-Okitsu im oberen Kumozu-Tal. In der Nachbarschaft steht der Hachiman-Schrein, außerdem ist von hier aus die Ruine der im 16. Jahrhundert von Oda Nobunaga zerstörten Burg Kiriyama erreichbar. Die nicht mit Personal besetzte Anlage ist ein von Norden nach Süden ausgerichteter Kopfbahnhof mit einem stumpf endenden Gleis an einem Seitenbahnsteig. Daneben steht das Empfangsgebäude, das auch als Gemeindezentrum für die örtliche Bevölkerung dient. In einem daran angrenzenden Gebäude ist die Touristeninformation untergebracht. Am Kopfende des Gleises steht ein Wasserturm, der einst die Dampflokomotiven versorgte.
Im Fiskaljahr 2019 nutzten täglich durchschnittlich 26 Fahrgäste den Bahnhof.

## Bilder

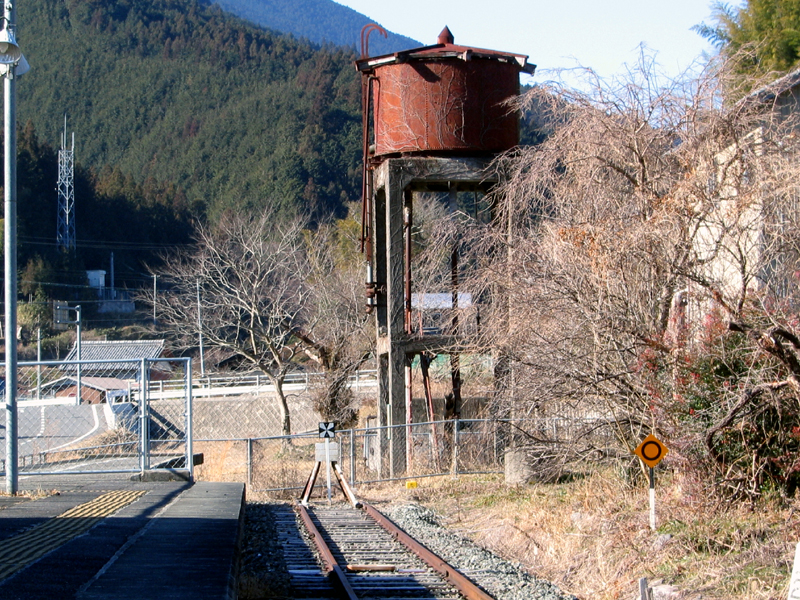
Wasserturm am Streckenende
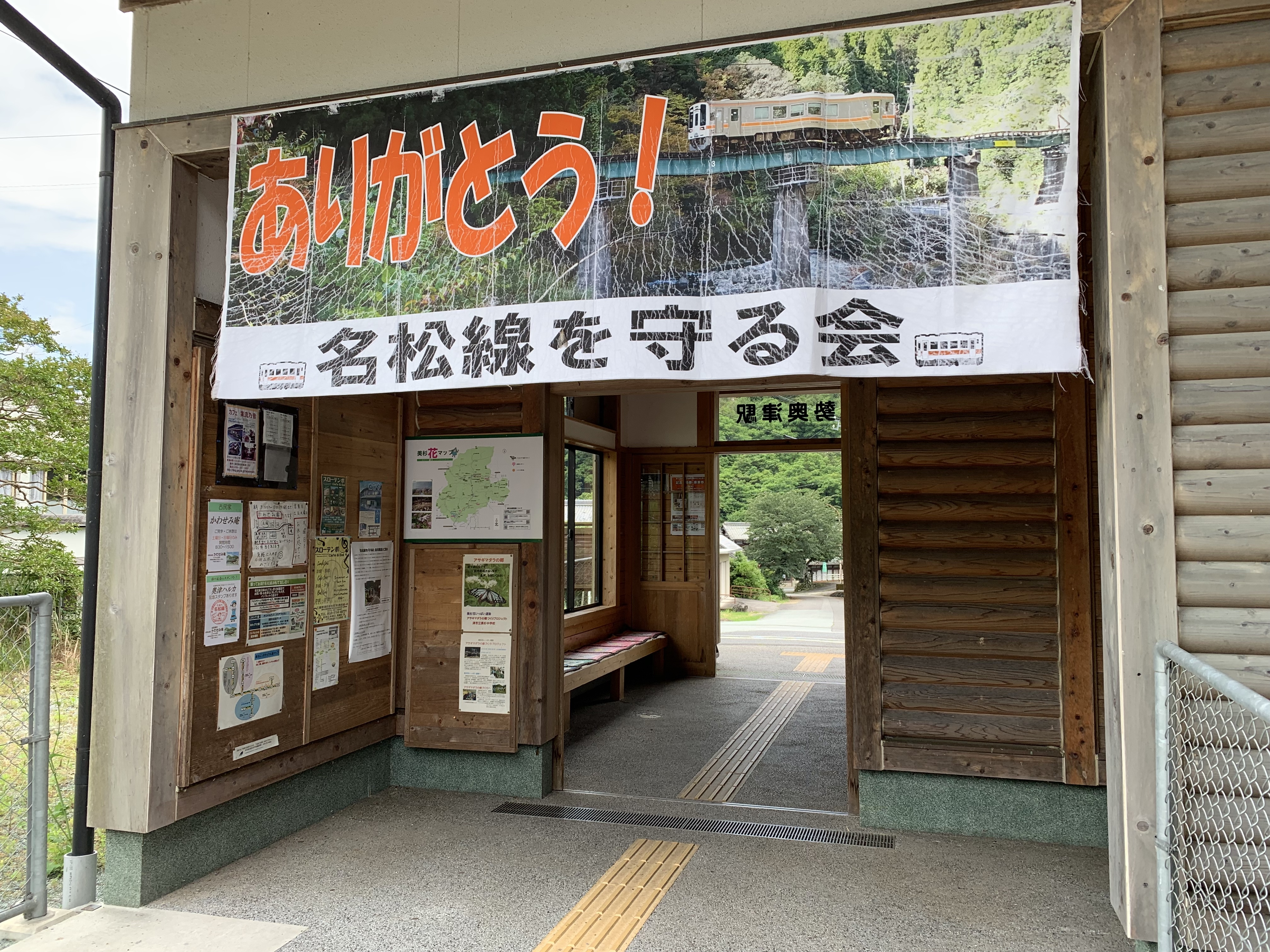
Warteraum
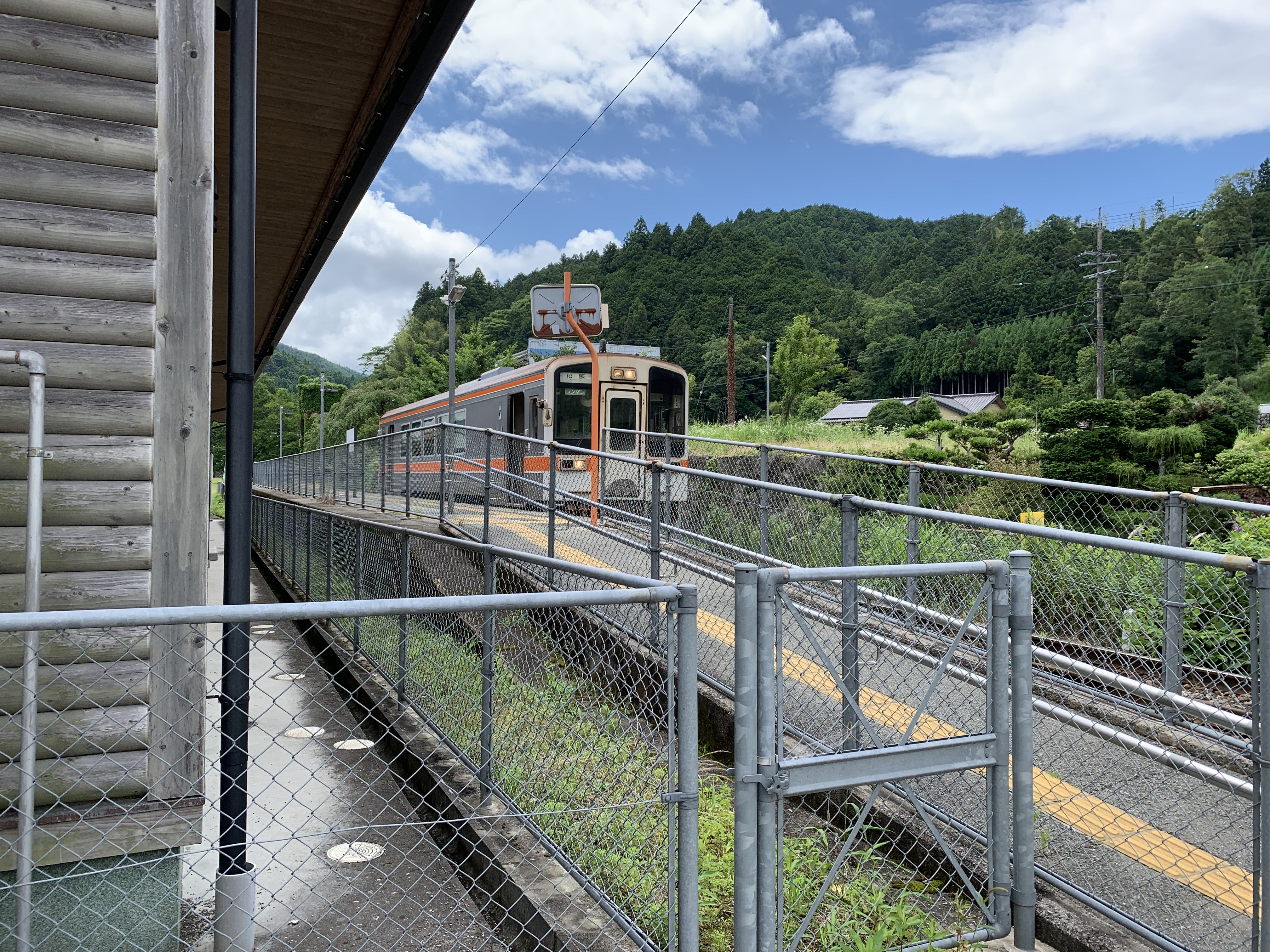
Bahnsteig
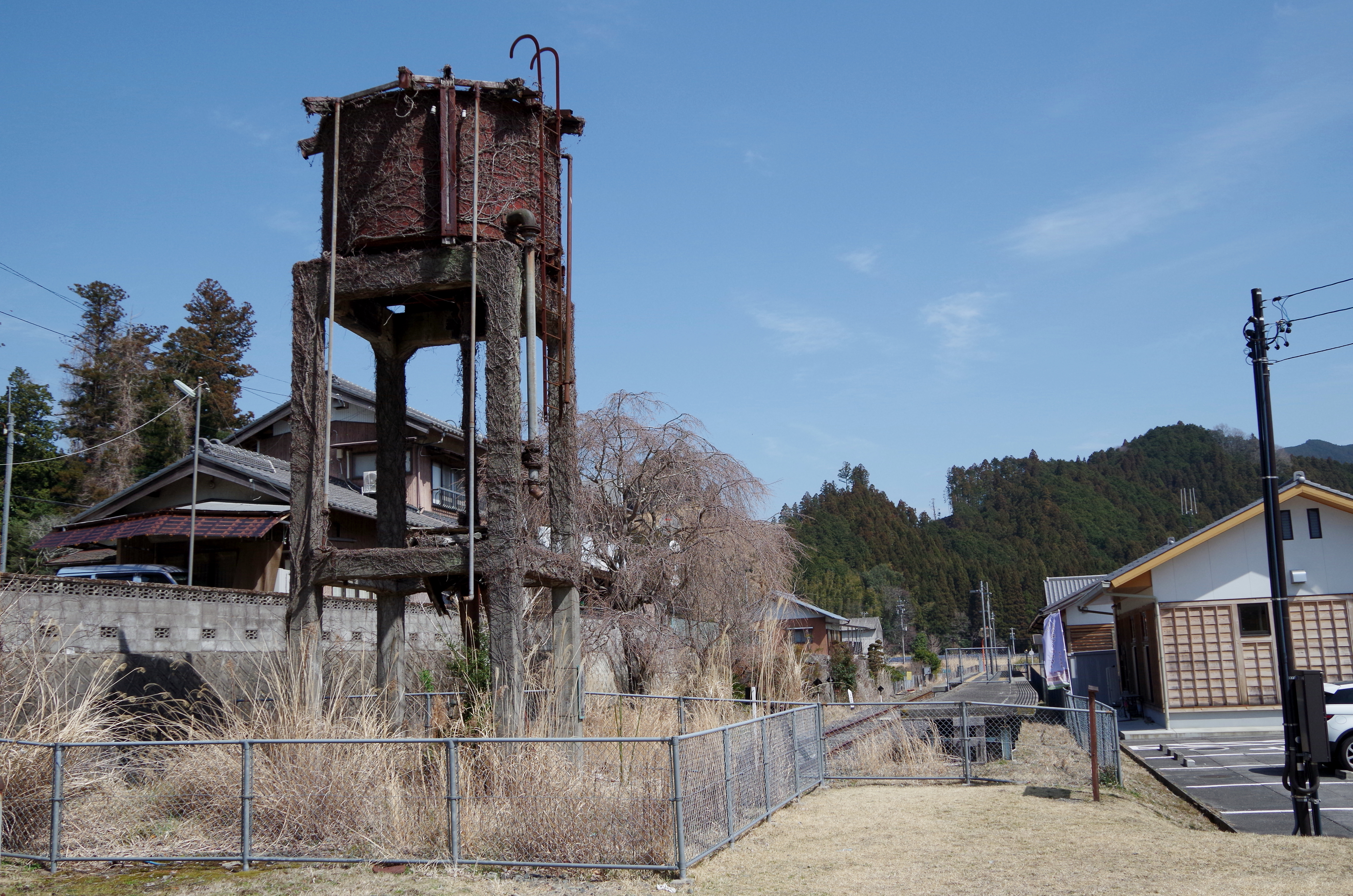
Weitere Ansicht des Wasserturms

## Linien
| Verlauf der Meishō-Linie |
| --- |
| Matsusaka • Kaminoshō • Gongemmae • Ise-Hata • Ichishi • Isegi • Ise-Ōi • Ise-Kawaguchi • Sekinomiya • Ieki • Ise-Takehara • Ise-Kamakura • Ise-Yachi • Hitsu • Ise-Okitsu |

## Geschichte
Das Eisenbahnministerium eröffnete den Bahnhof am 5. Dezember 1935, zusammen mit dem von Ieki bis hierhin führenden Abschnitt der Meishō-Linie. Ursprünglich war gemäß dem 1922 vom japanischen Reichstag beschlossenen Eisenbahnbaugesetz geplant gewesen, die Strecke ins 30 km entfernte Nabari weiterzuführen. Doch das Ministerium verzichtete darauf, da zwischen Matsusaka und Nabari seit 1930 eine konkurrierende elektrische Bahnverbindung der privaten Sangū Tetsudō (Vorgängerin von Kintetsu) bestand. Aus diesem Grund blieb Ise-Okitsu die Endstation. Am 1. Oktober 1965 stellte die Japanische Staatsbahn den Güterumschlag ein, am 1. Februar 1984 auch die Gepäckaufgabe. Im Rahmen der Staatsbahnprivatisierung ging der Bahnhof am 1. April 1987 in den Besitz der neuen Gesellschaft JR Central über.
Diese zog 1990 das Bahnpersonal ab und nahm von März 2004 bis Februar 2005 einen Neubau des Bahnhofs vor. Dabei wurde die bisherige dreigleisige Anlage mit Mittelbahnsteig auf ein Gleis an einem Seitenbahnsteig reduziert; zeitgleich dazu entstand das neue Empfangsgebäude. Heftige Regenfälle am 8. Oktober 2009, verursacht durch Taifun Melor, richteten schwere Schäden an der Bahnstrecke an. Während der Betrieb eine Woche später auf dem größeren Teil der Strecke wiederaufgenommen werden konnte, blieb der Abschnitt zwischen Ieki und Ise-Okitsu unterbrochen und es musste ein Schienenersatzverkehr eingerichtet werden. Langwierige Verhandlungen zwischen der Bahngesellschaft, den Anliegergemeinden und der Präfektur Mie über die Aufteilung der Kosten hatten zur Folge, dass der Wiederaufbau erst 2014 begann. Nach über zweijähriger Bauzeit waren die Instandsetzungsarbeiten im Februar 2016 abgeschlossen und die Züge verkehrten ab 26. März 2016 wieder durchgehend zwischen Matsusaka und Ise-Okitsu.